# Pstrążeń srebrzysty
Pstrążeń srebrzysty (Gasteropelecus sternicla) – gatunek słodkowodnej ryby kąsaczokształtnej z rodziny pstrążeniowatych (Gasteropelecidae). Jest typem nomenklatorycznym rodzaju Gasteropelecus. Ta ryba jest hodowana w akwariach.

## Występowanie
Pstrążeń srebrzysty żyje w wodach Brazylii, Surinamu oraz Gujany.

## Odżywianie
Pstrążeń srebrzysty żywi się każdym rodzajem pokarmu.

## Hodowla akwariowa
Powierzchnia akwarium powinna być wolna od roślin, choć dobrze jest umieścić kępki roślin, które płożą się pod powierzchnią wody. Akwarium powinno być szczelnie przykryte. Zalecana jest woda miękka i nieco kwaśna. Temperatura wody powinna wynosić 22–26 °C.